# Mydaea compressicornis
Mydaea compressicornis är en tvåvingeart som beskrevs av John Otterbein Snyder 1949. Mydaea compressicornis ingår i släktet Mydaea och familjen husflugor.
Artens utbredningsområde är Colombia. Inga underarter finns listade i Catalogue of Life.